# Problém
Problém (z řeckého πρόβλημα < πρό- „před“ + βάλλω „házet“, tedy „to, co bylo předloženo“) označuje takové podmínky, nebo situaci nebo stav, který je nevyřešený, nebo nechtěný, nebo nežádoucí. Problém obvykle vyžaduje nějaké řešení. V takovém případě je nutné pochopit nejdůležitější aspekty daného stavu, neboť jen tak lze nalézt způsob řešení problému.
Problém není totéž co úloha. Pro řešení úlohy jsou obvykle stanoveny i postupy a pravidla jak úlohu řešit.

## Řešení problémů
Termín řešení problémů má poněkud odlišný význam v závislosti na disciplíně. Například v psychologii to znamená mentální proces, v informatice proces s využitím CASE nebo podobného nástroje, anebo algoritmus. Řešení problémů lze redukovat na jejich odstraňování, viz definici anglického Troubleshooting.
Pro dobře a špatně definované problémy se používají různé přístupy. Dobře definované problémy mají konkrétní konečné cíle a jasná očekávaná řešení, zatímco u špatně definovaných problémů tomu tak není. Dobře definované problémy také umožňují lepší počáteční plánování.
Řešení problémů někdy znamená zabývat se praktičností, způsobem jak okolnosti ovlivňují význam, a sémantikou neboli interpretací problému. Klíčem k vyřešení problému je schopnost porozumět konečnému cíli problému a pravidlům, která lze použít. Někdy problém vyžaduje abstraktní myšlení nebo kreativní schopnosti.

## Postup při řešení problému
1. identifikace problému - zjištění, že situaci nelze snadno zvládnout obvyklými způsoby
2. definice problému - vymezení problému o skupiny s podobným řešením
3. výběr strategie
  1. pokus a omyl
  2. použití starého řešení
  3. strategie vhledu (porozumění problému)
  4. vlastní nové řešení
4. využívání nových informací
5. kontrola efektivity řešení
6. zhodnocení dosaženého výsledku